# Afrologie
 (novembre 2014).
Si vous disposez d'ouvrages ou d'articles de référence ou si vous connaissez des sites web de qualité traitant du thème abordé ici, merci de compléter l'article en donnant les références utiles à sa vérifiabilité et en les liant à la section « Notes et références ».
L'afrologie est un courant de réflexion rassemblant plusieurs auteurs et acteurs autour de la question du développement socio-économique du continent africain.
Etymologie: Afrology [Discours sur l'Afrique]
- Afro: Afrique
- Logy ou logie: de logos (discours)

## Cadre de réflexion
Afrology: L'Afrique en mouvement
L'afrologie se veut globalement une étude scientifique, un débat sur l'organisation des structures sociales contemporaines de l'Afrique. Elle place au cœur de toute mutation sociale en Afrique (comme partout dans le reste du monde) la notion de l’identité. L'Afrique traverse une grave crise : frontières imposées, conflits ethniques, conflits de génération, diaspora, etc.
De l'étude de la notion d'identité découle la réflexion sur les différentes formes d'identification sociale, institutionnelle et personnelle. L'individu, quoique déterminé par des structures mentales et psychologiques propres, se re-construit dans le cadre des identités collectives plus ou moins larges, dont l'État moderne est un exemple. Cet État reste à construire en Afrique.
Le groupe Afrology va créer en 2025 le concept de "gérontocrature" pour dénoncer la fossilisation de la politique et de l'administration en Afrique.

## Gérontocrature(nom féminin)
Définition :
Forme de pouvoir dans laquelle la longévité politique se mue en légitimité absolue, donnant lieu à un exercice du pouvoir par les anciens non en raison de leur sagesse supposée, mais au nom de leur enracinement dans les rouages institutionnels.
La gérontocrature se distingue de la simple gérontocratie par son caractère verrouillé, autoréférentiel et souvent cynique : elle s’auto-reproduit, étouffe la relève, instrumentalise l’âge comme garantie de stabilité tout en figeant l’avenir.
Construction du mot :
Géronto- (du grec gérôn, vieillard) + -crature (dérivé hybride de structure, capture et dictature).
→ Le terme suggère à la fois la capture du pouvoir par l'âge et la structuration durable de cette emprise.
En usage critique :
« Dans certaines républiques fatiguées, la gérontocrature n’est plus un accident de l’histoire : c’est un système politique à part entière, où l’expérience se mue en privilège, et la mémoire en monopole du futur. »

## Structures et fonctionnement
Le groupe Afrology (fondé en 1999 par Ablam Ahadji) comprend un courant qui se consacre à l'élaboration et à la diffusion de solutions de politique publique, dans le but d'influencer les acteurs du processus de décision politique en Afrique. Le think tank d'Afrology est une structure indépendante sans aucun but lucratif, et se positionne comme une source transparente et fiable d'analyses et d'informations pour assister les recherches de solution et évaluations des décideurs politiques. Afrology a pour objectif de proposer des solutions de politique publique novatrices et d'être un forum consultatif pour de nouvelles idées pour le continent africain. Le groupe a son siège à Bruxelles en Belgique.